# Svandís Svavarsdóttir
Svandís Svavarsdóttir (født 24. august 1964 i Selfoss) er en islandsk politiker fra Venstrepartiet  – De Grønne. Hun er medlem af Altinget og siden 30. november 2017 sundhedsminister i det islandske velfærdsministerium. Fra 2009-2013 var hun miljøminister. 

## Uddannelse og karriere
Svandís Svavarsdóttir studerede sprogvidenskab ved Islands Universitet med særlig henblik på islandsk. Derefter havde hun forskellige underviserstillinger, bl.a. ved universitetet.
Fra 2005-06 var hun generalsekretær for Venstrepartiet – De Grønne. Ved kommunalvalget i 2006 blev hun valgt ind i byrådet i Reykjavík, hvor hun sad indtil hun valgtes til Altinget for Reykjavík Syd kredsen ved valget i 2009. Fra 10. maj 2009 til 23. maj 2013 var hun miljøminister i Jóhanna Sigurðardóttirs regering, da denne faldt ved valget i 2013, blev hun formand for sit partis altingsgruppe. 
Siden 30. november 2017 har hun været sundhedsminister i partifællen Katrín Jakobsdóttirs brede koalitionsregering med Selvstændighedspartiet og Fremskridtspartiet. Hendes ministerium og Ministeriet for Social Velfærd og Ligestilling, der ledes af Ásmundur Einar Daðason fra Fremskridtspartiet, danner tilsammen det islandsk Velfærdsministerium (Velferðarráðuneytið).

## Eksterne kilder
- Profil på Altingets netsted (islandsk)
- Kort profil på Altingets netsted (engelsk)